# Junna
Imperador Junna (淳和天皇, Junna-tennō, 786—840) foi o 53º Imperador do Japão, na lista tradicional de sucessão.

## Vida
O Imperador Juna foi o terceiro filho do Imperador Kammu. Antes da sua ascensão ao trono, seu nome era Ōtomo (大伴).
Em 810, após a rebelião do Imperador Heizei, Junna se tornou o príncipe herdeiro do Imperador Saga aos 25 anos de idade.
No 14º ano do reinado do Imperador Saga, em 30 de maio de 823 este abdica em favor de Junna.
Em 22 de março de 833 no 10º ano de seu reinado, o Imperador Junna abdica em favor do Imperador Nimmyo. Fato interessante é que após Junna abdicar ao trono, pela primeira vez dois ex-imperadores continuavam vivos. Neste período, Saga era chamado de Imperador aposentado sênior e Junna de Imperador aposentado júnior.
Junna morreu em 11 de junho de 840 aos 55 anos de idade. Depois de sua morte, Fujiwara Yoshifusa manobrou para que o Imperador Montoku ascendesse ao trono, ao invés do Príncipe herdeiro Tsunesada. A morte de Junna definiu o cenário para a ascensão do clã Fujiwara.
O Imperador Junna é tradicionalmente venerado em um memorial no santuário xintoísta em Quioto. A Agência da Casa Imperial designa este local como Mausoléu de Junna. E é oficialmente chamado de Ōharano no Nishi no Minenoe no Misasagi (大原野西嶺上陵, Mausoseu Imperial Ōharano no Nishi no Minenoe).

## Daijō-kan
- Sadaijin, Fujiwara no Fuyutsugu　(藤原冬嗣), 825–826.[3]
- Sadaijin, Fujiwara no Otsugu　(藤原緒嗣),　832–843.[3]
- Udaijin, Fujiwara no Otsugu　(藤原緒嗣),　825–832.
- Udaijin, Kiyohara no Natsuno　(清原夏野),　832–837.[3]
- Dainagon, Fujiwara no Otsugu　(藤原緒嗣),　821–825.
- Dainagon, Yoshimine no Yasuyo (良峯安世) (Irmão menor do Imperador Junna),  828–830.
- Dainagon, Kiyohara no Natsuno　(清原夏野),　828–832
- Dainagon, Fujiwara no Mimori (藤原三守),  829–838